# Keluo (köpinghuvudort i Kina, Heilongjiang Sheng, lat 49,27, long 125,76)
Keluo (kinesiska: 科洛, 科洛镇) är en köpinghuvudort i Kina. Den ligger i provinsen Heilongjiang, i den nordöstra delen av landet, omkring 400 kilometer norr om provinshuvudstaden Harbin. Antalet invånare är 15 520. Befolkningen består av 7 529 kvinnor och 7 991 män. Barn under 15 år utgör 15,0 %, vuxna 15-64 år 79 %, och äldre över 65 år 5,0 %.
Runt Keluo är det ganska glesbefolkat, med 34 invånare per kvadratkilometer. Keluo är det största samhället i trakten. Trakten runt Keluo består till största delen av jordbruksmark.
Genomsnittlig årsnederbörd är 870 millimeter. Den regnigaste månaden är juli, med i genomsnitt 225 mm nederbörd, och den torraste är februari, med 13 mm nederbörd.